# Eleccions parlamentàries finlandeses de 2011
Les eleccions parlamentàries finlandeses del 2011 es van celebrar el 17 d'abril de 2011 a Finlàndia. El partit més votat fou el Partit de la Coalició Nacional, i el seu líder Jyrki Katainen fou nomenat primer ministre de Finlàndia i formà un govern de coalició que integrà el Partit Socialdemòcrata, l'Aliança d'Esquerra, la Lliga Verda, el Partit Popular Suec i els Demòcrata-Cristians. El partit Veritables Finlandesos, d'extrema dreta, va sofrir un espectacular ascens, situant-se com a tercera força política de l'arc parlamentari. També cal destacar la important davallada que va patir el Partit del Centre.
| Total        |                                 |                                 |                                 |                                 |               |              |            |           |             |
| Cens         | Cens                            | Cens                            | Cens                            | Participació                    | Participació  | Participació | Abstenció  | Abstenció | Abstenció   |
| Cens         | Cens                            | Cens                            | Cens                            | Vots                            | Vots          | Percentatge  | Vots       | Vots      | Percentatge |
| 4.159.857    | 4.159.857                       | 4.159.857                       | 4.159.857                       | 2.955.865                       | 2.955.865     | 70,50%       | 1.203.992  | 1.203.992 | 29,50%      |
| Vots totals  |                                 |                                 |                                 |                                 |               |              |            |           |             |
| Vàlids       | Vàlids                          | Vàlids                          | Vàlids                          | Vàlids                          | Vàlids        | Vàlids       | Nuls       | Nuls      | Nuls        |
| 2.955.865    | 2.955.865                       | 2.955.865                       | 2.955.865                       | -                               | -             | -            | Nuls       | Nuls      | Nuls        |
|              | Vots a candidatures             | Vots a candidatures             | Percentatge                     | Vots en blanc                   | Vots en blanc | Percentatge  | Nuls       | Nuls      | Nuls        |
|              | 2.939.571                       | 2.939.571                       | 99,40%                          | -                               | -             | -            | 16.294     | 16.294    | 0,60%       |
| Candidatures |                                 |                                 |                                 |                                 |               |              |            |           |             |
| Candidatura  | Candidatura                     | Candidatura                     | Candidatura                     | Candidatura                     | Vots          | %            | Diferència | Diputats  | Diferència  |
|              | Partit de la Coalició Nacional  | Partit de la Coalició Nacional  | Partit de la Coalició Nacional  | Partit de la Coalició Nacional  | 599.138       | 20,4%        | -1,9%      | 44        | -6          |
|              | Partit Socialdemòcrata          | Partit Socialdemòcrata          | Partit Socialdemòcrata          | Partit Socialdemòcrata          | 561,558       | 19,1%        | -2,3%      | 42        | -3          |
|              | Veritables Finlandesos          | Veritables Finlandesos          | Veritables Finlandesos          | Veritables Finlandesos          | 560.075       | 19,1%        | +15,0%     | 39        | +34         |
|              | Partit del Centre               | Partit del Centre               | Partit del Centre               | Partit del Centre               | 463.266       | 15,8%        | -7,3%      | 35        | -16         |
|              | Aliança d'Esquerra              | Aliança d'Esquerra              | Aliança d'Esquerra              | Aliança d'Esquerra              | 239.039       | 8,1%         | -0,7%      | 14        | -3          |
|              | Lliga Verda                     | Lliga Verda                     | Lliga Verda                     | Lliga Verda                     | 213.172       | 7,3%         | -1,2%      | 10        | -5          |
|              | Partit Popular Suec             | Partit Popular Suec             | Partit Popular Suec             | Partit Popular Suec             | 125,785       | 4,3%         | -0,3%      | 9         | =           |
|              | Demòcrata-Cristians             | Demòcrata-Cristians             | Demòcrata-Cristians             | Demòcrata-Cristians             | 118.453       | 4,0%         | -0,9%      | 6         | -1          |
|              | Representant de les Illes Åland | Representant de les Illes Åland | Representant de les Illes Åland | Representant de les Illes Åland | 8.546         | 0,3%         | -%         | 1         | =           |
|              | Altres                          | Altres                          | Altres                          | Altres                          | 59.085        | 2,0%         | -%         | 0         | =           |